# Thermocyclops ethiopiensis
Thermocyclops ethiopiensis – gatunek widłonoga z rodziny Cyclopidae. Nazwa naukowa tego gatunku skorupiaków została opublikowana w 1988 roku przez francuską zoolog Danielle Defaye.